# Kaasjeskruid
Kaasjeskruid of Malve (Malva) is een geslacht van kruidachtige planten uit de kaasjeskruidfamilie (Malvaceae). Het geslacht is met ongeveer vijftig soorten vertegenwoordigd in gematigde, subtropische en tropische gebieden van Afrika en Eurazië.
Verschillende soorten worden toegepast als tuinplant, bijvoorbeeld groot kaasjeskruid (Malva sylvestris) met meerdere cultivars en dessertbladen (Malva verticillata). Andere worden beschouwd als onkruid, met name in Noord- en Zuid-Amerika, waar ze niet van nature voorkomen. Ze gedragen zich daar als invasieve soort; dat wil zeggen dat de planten zich zo succesvol vestigen dat de lokale biodiversiteit bedreigd wordt.
De vrucht is een splitvrucht. Kaasjeskruid wordt zo genoemd omdat de vrucht met aaneensluitende zaden de vorm heeft van een plat rond kaasje.
In Nederland en België komen de volgende soorten voor:
- Groot kaasjeskruid (Malva sylvestris)
- Klein kaasjeskruid (Malva neglecta)
- Kleinbloemig kaasjeskruid (Malva parviflora)
- Muskuskaasjeskruid (Malva moschata)
- Rond kaasjeskruid (Malva pusilla)
- Vijfdelig kaasjeskruid (Malva alcea)

## Soorten
- Malva acerifolia (Cav.) Alef.
- Malva aegyptia L.
- Malva aethiopica C.J.S.Davis
- Malva agrigentina (Tineo) Soldano, Banfi & Galasso
- Malva alcea L. - Vijfdelig kaasjeskruid
- Malva arborea (L.) Webb & Berthel.
- Malva assurgentiflora (Kellogg) M.F.Ray
- Malva bucharica Iljin
- Malva cachemiriana (Cambess.) Alef.
- Malva cavanillesiana Raizada
- Malva cretica Cav.
- Malva durieui Spach
- Malva excisa Rchb.
- Malva flava (Desf.) Alef.
- Malva hispanica L.
- Malva leonardii I.Riedl
- Malva lindsayi (Moran) M.F.Ray
- Malva longiflora (Boiss. & Reut.) Soldano, Banfi & Galasso
- Malva ludwigii (L.) Soldano, Banfi & Galasso
- Malva lusitanica (L.) Valdés
- Malva maroccana (Batt. & Trab.) Verloove & Lambinon
- Malva microphylla (Baker f.) Molero & J.M.Monts.
- Malva moschata L. - Muskuskaasjeskruid
- Malva multiflora (Cav.) Soldano, Banfi & Galasso
- Malva neglecta Wallr. - Klein kaasjeskruid
- Malva nicaeensis All.
- Malva oblongifolia (Boiss.) Soldano, Banfi & Galasso
- Malva occidentalis (S.Watson) M.F.Ray
- Malva olbia (L.) Alef.
- Malva oxyloba Boiss.
- Malva pacifica M.F.Ray
- Malva pamiroalaica Iljin
- Malva parviflora L. - Kleinbloemig kaasjeskruid
- Malva phoenicea (Vent.) Alef.
- Malva preissiana Miq.
- Malva punctata (All.) Alef.
- Malva pusilla Sm. - Rond kaasjeskruid
- Malva qaiseri Abedin
- Malva setigera K.F.Schimp. & Spenn. - Ruige heemst
- Malva stenopetala (Coss. & Durieu ex Batt.) Soldano, Banfi & Galasso
- Malva stipulacea Cav.
- Malva subovata (DC.) Molero & J.M.Monts.
- Malva sylvestris L. - Groot kaasjeskruid
- Malva thuringiaca (L.) Vis.
- Malva tournefortiana L.
- Malva trimestris (L.) Salisb.
- Malva unguiculata (Desf.) Alef.
- Malva valdesii (Molero & J.M.Monts.) Soldano, Banfi & Galasso
- Malva verticillata L. - Dessertbladen
- Malva vidalii (Pau) Molero & J.M.Monts.
- Malva waziristanensis Blatt.
- Malva weinmanniana (Besser ex Rchb.) Conran
- Malva xizangensis Y.S.Ye, L.Fu & D.X.Duan

## Hybriden
- Malva × adulterina Wallr.
- Malva × arbosii Sennen
- Malva × clementii (Cheek) Stace
- Malva × columbretensis (Juan & M.B.Crespo) Juan & M.B.Crespo
- Malva × egarensis Cadevall
- Malva × inodora Ponert
- Malva × intermedia Boreau
- Malva × litoralis Dethard. ex Rchb.
- Malva × zoernigii Fleisch.

## Afbeeldingen

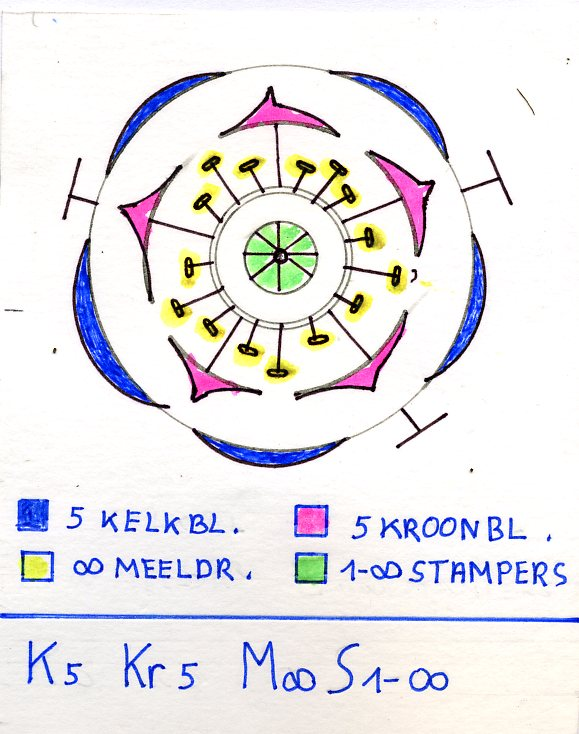
Bloemdiagram
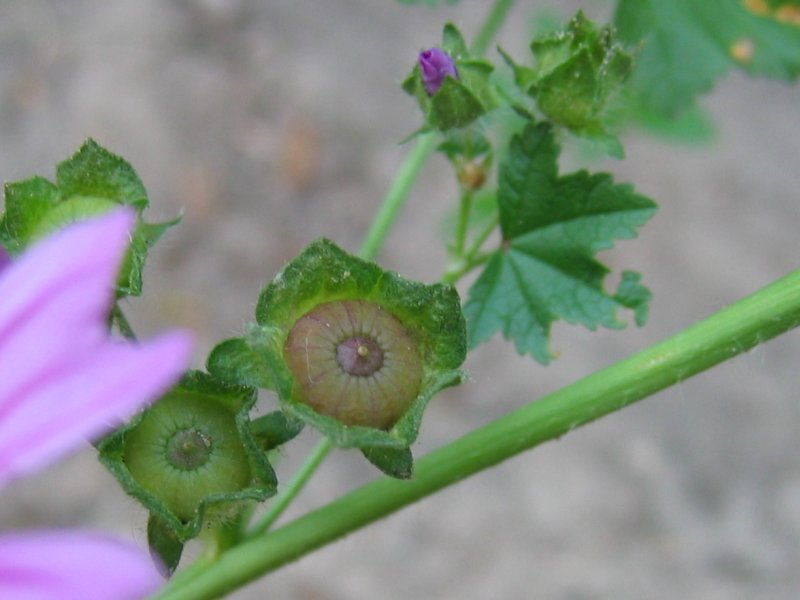
Vruchten
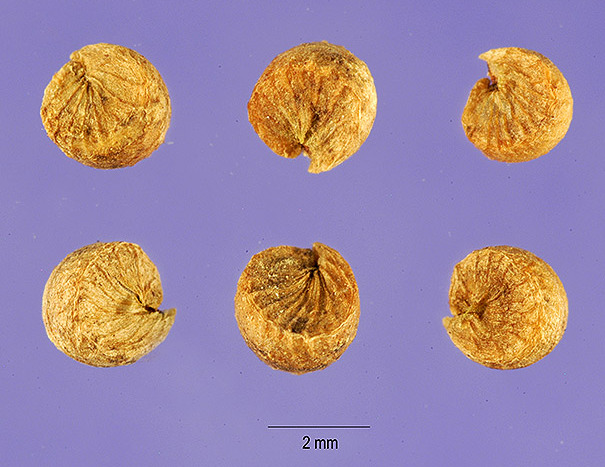
Zaden